# Riđica
Riđica (serbocroata cirílico: Риђица; húngaro: Regőce; alemán: Legin, Riedau o Rigitza) es un pueblo de Serbia, constituido administrativamente como una pedanía de la ciudad de Sombor en el distrito de Bačka del Oeste de la provincia autónoma de Voivodina.
En 2011 tenía 2011 habitantes. Más de cuatro quintas partes de los habitantes son serbios étnicos, quienes conviven con minoría de magiares que forma la décima parte de la población.
Se conoce la existencia de la localidad en documentos desde 1535, aunque se han hallado restos de una fortificación celta en las inmediaciones del pueblo. Durante el período otomano, el pueblo estuvo habitado principalmente por serbios, pero más tarde el Imperio Habsburgo añadió habitantes magiares, eslovacos y alemanes. Los eslovacos fueron magiarizados en la segunda mitad del siglo XIX y los alemanes fueron expulsados tras la Segunda Guerra Mundial.
Se ubica unos 15 km al norte de Sombor, junto a la frontera con Hungría.